# Пертозеро (Беломорский район)
Пе́ртозеро — деревня в составе Сумпосадского сельского поселения Беломорского района Республики Карелия.

## Общие сведения
Расположена на берегах озёр Пертозера и Тегозера, в 12 км к юго-востоку от села Сумский Посад.

## Население
| 2002 | 2009 | 2010 | 2013 |
| ---- | ---- | ---- | ---- |
| 0    | ↗2   | ↘1   | ↘0   |